# Cagarras-Inseln
Die Cagarras-Inseln (auf Portugiesisch Ilhas Cagarras) sind eine kleine Inselgruppe von sieben unbewohnten Inseln und einiger Felsen vor der Südküste der brasilianischen Stadt Rio de Janeiro.
Hauptinsel ist Ilha Cagarra, die wie Ilha Comprida und Ilha de Palmas zu den größten Inseln der Gruppe zählt.

## Inseln
- Karte mit allen Koordinaten:
- OSM |
- WikiMap

Zu den Cagarras-Inseln gehören folgende Inseln:

| Inselname       | Fläche (Hektar), ca. | Geokoordinaten        |
| --------------- | -------------------- | --------------------- |
| Ilha Cagarra    | ...                  | 23° 02′ S, 043° 12′ W |
| Ilhota Cagarra  | ...                  | 23° 02′ S, 043° 12′ W |
| Laje da Cagarra | 0,43                 | 23° 01′ S, 043° 11′ W |
| Ilhota Pequena  | ...                  | 23° 02′ S, 043° 12′ W |
| Ilhota Grande   | ...                  | 23° 02′ S, 043° 12′ W |
| Ilha Comprida   | ...                  | 23° 02′ S, 043° 12′ W |
| Ilha de Palmas  | ...                  | 23° 02′ S, 043° 12′ W |

## Geschichte
Über den Ursprung des Namens gibt es keinen Konsens. Am verbreitetsten ist die Meinung, dass der Name von der großen Menge an Exkrementen herrührt, die die ansässigen Seevögel auf den Inseln hinterlassen. Durch den reichhaltigen kalziumreichen Kot erscheinen die Inseln weiß.
Eine alternative Theorie führt den Namen der Inseln auf die portugiesisch cagarra genannten Sturmtaucher der Gattung Calonectris zurück, die zwar auf Madeira und den Azoren beheimatet sind, sich auf den Cagarras-Inseln jedoch nicht finden lassen.
1730 erscheint die Hauptinsel Cagarra auf einer Seekarte mit dem franzosisierten Namen Ilha Cagade. Auf einer weiteren Karte von 1767 wird dieselbe Insel mit ihrem portugiesischen Namen Ilha Cagarra benannt.